# Waldrada di Toscana
Waldrada (Gualdrada) di Toscana (... – 997) fu una dogaressa per matrimonio con il doge della Repubblica di Venezia Pietro IV Candiano (959-976), progenitora della dogaressa Marina Candiano.

## Primi anni di vita
Era la figlia di Uberto, duca di Spoleto. Fu disposta a sposarsi con Pietro dall'imperatore Ottone III dopo il divorzio della sua ex dogaressa, Giovanniccia Candiano. Ha portato una dote tra cui castelli e un seguito di schiavi.

## Dogaressa
Waldrada e il doge crearono l'usanza del mundio, per il quale il doge concesse metà del suo reddito alla sua consorte. Waldrada divenne impopolare a Venezia a causa della sua arroganza, ma aveva buoni rapporti con Pietro. Sostenne le sue ambizioni e rafforzò il suo status comportandosi come una regina, e si dice che fu la prima dogaressa a seguire un protocollo cerimoniale reale. Introdusse la corrida a Venezia, che divenne popolare.
La schiavitù divenne una questione controversa a Venezia a causa del suo seguito di schiavi, ma quando il suo coniuge le chiese di liberarli, lei rispose che era un compito dell'imperatore, ma non del doge. Nel 976 i veneziani si ribellarono. Diedero fuoco alla residenza del doge e la famiglia fuggì con il figlio piccolo Pietro tra le braccia, lei con la figlia Marina. Waldrada implorò la vita di suo figlio, ma sia suo marito che suo figlio furono linciati. Le fu permesso di partire con sua figlia, forse perché Venezia temeva la vendetta dell'imperatore se fosse stata ferita.

## Vita successiva
Fuggì dall'imperatrice Adelaide a Verona. Chiese che la sua dote fosse ripristinata da Venezia e che Venezia fosse distrutta dall'imperatore per la ribellione. Dopo i negoziati, si raggiunse un accordo. Si rifiutò di diventare suora come vedova, che era un'usanza veneziana, e si stabilì alla corte di suo fratello in Toscana, dove morì. Sua figlia Marina divenne la dogaressa del doge Tribuno Memmo, ma fu deposto nel 990, dopo di che Marina divenne suora.